# الحراجيج (كعيدنة)

تعديل مصدري - تعديل

الحراجيج هي إحدى قرى عزلة كعيدنة بمديرية كعيدنة التابعة لمحافظة حجة، بلغ تعداد سكانها 452 نسمة حسب تعداد اليمن لعام 2004.